# Francis Osborne, 5:e hertig av Leeds
Francis Osborne, 5:e hertig av Leeds, född 29 januari 1751 och död 31 januari 1799, var en brittisk politiker. 
Han var son till den 4:e hertigen av Leeds och Lady Mary Godolphin.
Han blev 1774 underhusmedlem och 1776 peer (baron Osborne), bekämpade i överhuset ivrigt lord Norths politik och blev i december 1783 utrikesminister i Pitt d. y:s ministär. Som sådan gjorde han sig illa tåld för sin arrogans. 
Han ärvde 1789 sin faders hertigtitel och avgick från regeringen i april 1791. Hans Political memoranda har getts ut av Oscar Browning.